# Verordnung zur Durchführung des Bundes-Immissionsschutzgesetzes
Eine Verordnung zur Durchführung des Bundes-Immissionsschutzgesetzes, abgekürzt BImSchV, ist eine Rechtsverordnung der Bundesregierung, die aufgrund einer Ermächtigung im Bundes-Immissionsschutzgesetz (BImSchG) erlassen werden kann. Sie bedarf gem. Art. 80 Abs. 2 GG der Zustimmung des Bundesrates. Vor der Zuleitung an den Bundesrat sind die in § 48b BImSchG genannten Rechtsverordnungen dem Bundestag zuzuleiten, der eine Verordnung durch Beschluss ändern oder ablehnen kann.

## Regelungsbereiche
Da sich das Bundes-Immissionsschutzgesetz im Wesentlichen auf allgemein formulierte Vorgaben beschränkt, bedarf es zur praktischen juristischen Anwendung der untergesetzlichen Konkretisierung,  etwa der Anforderungen an genehmigungsbedürftige Anlagen (§ 7 BImSchG), an nicht genehmigungsbedürftige Anlagen (§ 23 BImSchG), den Bau von Straßen, Schienenwegen und die Entschädigung für Schallschutzmaßnahmen (§ 43 BImSchG) sowie zur Erfüllung von bindenden Rechtsakten der Europäischen Gemeinschaften oder der Europäischen Union (§ 48a BImSchG).
Die aufgrund § 10 Abs. 10 BImSchG erlassene Verordnung über das Genehmigungsverfahren enthält beispielsweise ergänzend zu §§ 8–17 BImSchG nähere Bestimmungen über das Verfahren zur Erteilung einer immissionsschutzrechtlichen Genehmigung wie Regelungen über die Frage, welche Unterlagen der Unternehmer seinem Antrag auf Genehmigung beifügen muss und inwieweit dabei sein Geheimhaltungsinteresse an Geschäftsgeheimnissen berücksichtigt wird (§§ 4 ff. der Verordnung über das Genehmigungsverfahren). Die nach § 43 BImSchG erlassene Verkehrslärmschutzverordnung enthält Geräuschgrenzwerte zum Schutz der Nachbarschaft, technische Anforderungen an den Bau der Verkehrswege und Vorschriften über den notwendigen Schallschutz an baulichen Anlagen.

## Abgrenzung
Die Bundesregierung ist gem. § 48 BImSchG auch zum Erlass von Verwaltungsvorschriften zur Durchführung des Bundes-Immissionsschutzgesetzes ermächtigt. Dazu zählen insbesondere die TA Luft (Technische Anleitung zur Reinhaltung der Luft) und die TA Lärm (Technische Anleitung zum Schutz gegen Lärm). Die Regelung in einer Verwaltungsvorschrift statt in einer Rechtsverordnung ist für den Rechtsschutz von Bedeutung. Die Gerichte sind bei der Kontrolle des Verwaltungshandelns an das Gesetz gebunden (Art. 20 Abs. 3, Art. 97 Abs. 1 GG). Sie dürfen ihren Entscheidungen nur das materielle Recht – Verfassungsrecht, förmliche Gesetze, Rechtsverordnungen, autonome Satzungen und auch Gewohnheitsrecht – zugrunde legen. Allgemeine Verwaltungsvorschriften und sonstige Anweisungen, durch die eine vorgesetzte Behörde verwaltungsintern auf ein einheitliches Verfahren oder eine bestimmte Ermessensausübung, aber auch auf eine bestimmte Gesetzesauslegung und -anwendung durch die ihr nachgeordneten Behörden hinwirkt, sind keine Gesetze im Sinne des Art. 20 Abs. 3 GG und des Art. 97 Abs. 1 GG. Verwaltungsvorschriften mit materiell-rechtlichem Inhalt sind grundsätzlich Gegenstand, jedoch nicht Maßstab richterlicher Kontrolle.
Für Immissionen durch Licht besteht derzeit noch keine Regelung auf Bundesebene. Für die Zulassung und Überwachung von Anlagen in Bezug auf Immissionen durch Licht gilt die „Licht-Richtlinie“ der Bund/Länder-Arbeitsgemeinschaft Immissionsschutz (LAI).

## Die einzelnen Bundesimmissionsschutz-Verordnungen
1. BImSchV – Verordnung über kleine und mittlere Feuerungsanlagen
2. BImSchV – Verordnung zur Emissionsbegrenzung von leichtflüchtigen halogenierten organischen Verbindungen
3. BImSchV – Verordnung über den Schwefelgehalt bestimmter flüssiger Kraft- oder Brennstoffe, aufgehoben mit Inkrafttreten der 10. BImSchV
4. BImSchV – Verordnung über genehmigungsbedürftige Anlagen
5. BImSchV – Verordnung über Immissionsschutz- und Störfallbeauftragte
6. BImSchV – Verordnung über die Fachkunde und Zuverlässigkeit der Immissionsschutzbeauftragten, aufgehoben (Inhalt in §§ 7 bis 10 der 5. BImSchV integriert)
7. BImSchV – Verordnung zur Auswurfbegrenzung von Holzstaub
8. BImSchV – Rasenmäherlärmverordnung, aufgehoben mit Inkrafttreten der 32. BImSchV
9. BImSchV – Verordnung über das Genehmigungsverfahren
10. BImSchV – Verordnung über die Beschaffenheit und die Auszeichnung der Qualitäten von Kraft- und Brennstoffen
11. BImSchV – Verordnung über Emissionserklärungen
12. BImSchV – Störfall-Verordnung
13. BImSchV – Verordnung über Großfeuerungs-, Gasturbinen- und Verbrennungsmotoranlagen
14. BImSchV – Verordnung über Anlagen der Landesverteidigung
15. BImSchV – Baumaschinenlärm-Verordnung, aufgehoben mit Inkrafttreten der 32. BImSchV
16. BImSchV – Verkehrslärmschutzverordnung
17. BImSchV – Verordnung über die Verbrennung und die Mitverbrennung von Abfällen (Thermische Verwertung)
18. BImSchV – Sportanlagenlärmschutzverordnung
19. BImSchV – Verordnung über Chlor- und Bromverbindungen als Kraftstoffzusatz, aufgehoben mit Inkrafttreten der 10. BImSchV
20. BImSchV – Verordnung zur Begrenzung der Emissionen flüchtiger organischer Verbindungen beim Umfüllen und Lagern von Ottokraftstoffen, Kraftstoffgemischen oder Rohbenzin
21. BImSchV – Verordnung zur Begrenzung der Kohlenwasserstoffemissionen bei der Betankung von Kraftfahrzeugen
22. BImSchV – Verordnung über Immissionswerte für Schadstoffe in der Luft, aufgehoben mit Inkrafttreten der 39. BImSchV  (bestimmte Inhalte dort übernommen)
23. BImSchV – Verordnung über die Festlegung von Konzentrationswerten, aufgehoben
24. BImSchV – Verkehrswege-Schallschutzmaßnahmenverordnung
25. BImSchV – Verordnung zur Begrenzung von Emissionen aus der Titandioxid-Industrie
26. BImSchV – Verordnung über elektromagnetische Felder
27. BImSchV – Verordnung über Anlagen zur Feuerbestattung
28. BImSchV – Verordnung zur Durchführung der unionsrechtlichen Verordnung über Emissionsgrenzwerte und die Typgenehmigung für Verbrennungsmotoren für nicht für den Straßenverkehr bestimmte mobile Maschinen und Geräte
29. BImSchV – Gebührenordnung für Maßnahmen bei Typprüfungen von Verbrennungsmotoren
30. BImSchV – Verordnung über Anlagen zur biologischen Behandlung von Abfällen
31. BImSchV – Verordnung zur Begrenzung der Emissionen flüchtiger organischer Verbindungen bei der Verwendung organischer Lösemittel in bestimmten Anlagen
32. BImSchV – Geräte- und Maschinenlärmschutzverordnung
33. BImSchV – Verordnung zur Verminderung von Sommersmog, Versauerung und Nährstoffeinträgen, aufgehoben mit Inkrafttreten der 39. BImSchV  (bestimmte Inhalte dort übernommen)
34. BImSchV – Verordnung über die Lärmkartierung
35. BImSchV – Verordnung zur Kennzeichnung der Kraftfahrzeuge mit geringem Beitrag zur Schadstoffbelastung
36. BImSchV – Verordnung zur Durchführung der Regelungen der Biokraftstoffquote
37. BImSchV – Verordnung zur Anrechnung von strombasierten Kraftstoffen und mitverarbeiteten biogenen Ölen auf die Treibhausgasquote
38. BImSchV – Neubelegung mit der Verordnung zur Festlegung weiterer Bestimmungen zur Treibhausgasminderung bei Kraftstoffen; vorher: Quotenanrechnung bestimmter biogener Öle (aufgehoben)
39. BImSchV – Verordnung über Luftqualitätsstandards und Emissionshöchstmengen
40. BImSchV – offen
41. BImSchV – Bekanntgabeverordnung
42. BImSchV – Verordnung über Verdunstungskühlanlagen, Kühltürme und Nassabscheider
43. BImSchV – Verordnung über nationale Verpflichtungen zur Reduktion der Emissionen bestimmter Luftschadstoffe
44. BImSchV – Verordnung über mittelgroße Feuerungs-, Gasturbinen- und Verbrennungsmotoranlagen

## Weitere immissionsschutzrechtliche Rechtsverordnungen
Über die als solche bezeichneten Durchführungsverordnungen hinaus haben die Bundesregierung bzw. das Bundesministerium für Umwelt, Naturschutz und nukleare Sicherheit weitere Rechtsverordnungen zum Schutz vor schädlichen Einwirkungen auf Mensch und Natur erlassen, teils auf Grundlage des Bundes-Immissionsschutzgesetzes, teils nach anderen Umweltgesetzen, teils zur Umsetzung von EU-Richtlinien. Dazu zählen beispielsweise die Biomasseverordnung, die Rohrfernleitungsverordnung oder die EMAS–Privilegierungs-Verordnung.